# 第62回NHK紅白歌合戦
『第62回NHK紅白歌合戦』（だいろくじゅうにかいエヌエイチケイこうはくうたがっせん）は、2011年（平成23年）12月31日（JST、以下同じ）にNHKホールで行われた、通算62回目のNHK紅白歌合戦。

## 概要
2011年3月11日に東日本大震災（東北地方太平洋沖地震）が発生し、これによりこの年の紅白は放送自粛の話が出たと言われていた（地震発生直後は日本に自粛ムードが漂っていた）が、同年9月8日、実施が告知された。今回は、震災からの復興を後押しするという意識のもとで制作された。

### 放送まで
全て2011年。
9月8日
NHK会長の松本正之の定例記者会見で実施が告知された。放送時間は2009年・第60回と並ぶ最長の4時間半とする。NHKチーフプロデューサーの原田秀樹はこれについて、2011年3月11日に発生した東日本大震災の後多くの歌手が被災者からのメッセージにより歌の必要性を改めて実感し、歌手としての使命感に燃えたと考えた上で、歌手が歌に込めた大きな意味やメッセージを番組内で伝えられるようにするために多くの放送時間を確保した、という旨のコメントをしている。
テレビジョン放送完全デジタル化による編成方針見直しで、国内衛星波テレビジョンでの放送を取り止める。
公式サイトを第62回モードにリニューアルし、ブログを再開。
10月6日
今回のテーマが「あしたを歌おう。」に決定された。表記上は「1231 あしたを歌おう。」であり「1231」が併記されているが、紅白歌合戦ブログでは、1231は「かけ声・キャッチフレーズのようなもの」であると説明されている。
紅白応援隊メンバーがテリー伊藤とAKB48に決定された。テリー伊藤は4年連続での起用、AKB48は初起用となった。
10月19日
今回の司会者を発表し、NHK放送センターで発表会見を実施した。今回から2014年・第65回までは10月（中旬）に司会発表が行われた。
10月30日
パソコン・携帯電話・スマートフォンの公式サイトにて、紅白応援隊であるAKB48のメンバーによるカウントダウン表示を開始した（携帯電話とスマートフォンのサイトではこれを待受け画像としてダウンロード可能）。10月30日にカウントダウンを開始したのは、この日が本番まで残り62日であり、また紅白が62回目の放送となることにちなんでいる。
11月11日
観覧応募はがきの抽選を実施した。応募総数は1,264,923枚（当選倍率は1,025倍）であり、当時史上最多の応募数となった。
11月14日
この日から12月1日にかけて、紅組司会である井上真央の衣装デザインを視聴者から募集することを発表した。出場者または司会者の衣装を公募するのは紅白史上初である。
11月23日
総合テレビで関連番組『嵐の明日に架ける旅』を放送。終了後から本番に向けて本格的に宣伝スポットの放送を開始。
11月24日
当日のテレビ副音声放送『紅白ウラトークチャンネル』の出演者にテリー伊藤と神田愛花、ラジオ中継実況担当に小松宏司と橋本奈穂子が決定したことが発表された。
11月30日
今年度の出場歌手が発表された。
12月18日
番組内で放送する東北応援企画の第1弾として、紅組司会の井上真央が宮城県で2011年3月11日（東日本大震災発生日）に出産した2家族と触れ合った様子を放送することが発表された。
12月19日
東北応援企画の第2弾として、出演者である長渕剛の楽曲披露が東日本大震災の被災地（岩手・宮城・福島の3県）のうち1箇所から生中継で行われることが発表された。その後12月27日の段階で、中継場所は宮城県石巻市となることが判明した。
12月20日
曲目が発表された。
この日に放送された紅白関連番組で一般募集した井上の衣装が発表された。
12月21日
ゲスト審査員10名が発表された。
番組内企画として、白組司会の嵐が楽屋リポートをすること、紅組司会の井上の応援として彼女がヒロインを演じたこの年上期の連続テレビ小説『おひさま』の出演者5名（高良健吾、寺脇康文、田中圭、永山絢斗、マイコ）が登場すること、サンドウィッチマンがトークをすること、コロッケが嵐のリポートのゲストとして登場することが発表された。
12月24日
レディー・ガガのゲスト出演が発表された。録画での出演となり、ニューヨークで放送当日（日本時間）に収録を行うという。合わせて、ジャッキー・チェン、長谷部誠のメッセージ出演も明らかとなった。
12月25日
曲順発表。
12月26日
この年下期の連続テレビ小説『カーネーション』のヒロインを演じる尾野真千子が椎名林檎の紹介シーンにスペシャルゲストとして出演することが発表された。
宮城県出身の作曲家・菅野よう子がオープニングテーマ「1231」を作曲したことが発表された。
12月27日
番組内特別企画の「こどもスペシャル」で芦田愛菜と鈴木福がディズニーキャラクターと共演することが発表された。この企画には東北在住の約80人の子供達、両軍司会の井上真央・嵐と出場歌手が加わる。
12月28日
サッカー日本女子代表（なでしこジャパン）がオープニングにスペシャルゲストで登場することが発表された。
白組司会である嵐の櫻井翔が、東日本大震災の津波で被災したピアノで「ふるさと」を演奏することが発表された。その演奏に合わせて出場歌手が同曲を合唱することも報道された（合唱は「出場歌手全員」が行うとする報道があった一方、「白組全員」が行うとする報道もあった）。
12月29日・12月30日
リハーサルが行われた。

### 放送メディア
衛星波の再編によりBSでのサイマル放送が行われないため、日本国内では地上波のみでの放送となった。ラジオ放送では、この年の9月1日からインターネットによる同時配信（インターネットラジオ）サービス『NHKネットラジオ らじる★らじる』がスタートしており、今回の放送から番組史上初となるインターネットでの同時配信が実施される。
国内テレビ
総合テレビジョン
- 地上デジタルテレビ放送
- 地デジ難視対策衛星放送 (BS291)
- 盛岡放送局、仙台放送局、福島放送局のアナログ放送

国内ラジオ
ラジオ第1放送
国際放送「NHKワールド」
NHKワールド・プレミアム（衛星テレビ・モノラル放送）
NHKワールド・ラジオ日本（ラジオ第1放送と同内容をサイマル放送）
- 短波放送（東南アジア・アジア大陸向けのみ）
- 衛星ラジオ（全世界向け）

ネット媒体
NHKネットラジオ らじる★らじる

## 当日のステージ
ステージ背景のデザインが前回から若干変更され、三角形が多く並べられたものとなっていた。
各歌手の歌唱前のMC時には、視聴者からの出場歌手への応援メッセージ（一部の歌手のみ）と歌手を紹介するテロップが順に表示された。前者は2011年12月1日から31日にかけてインターネットで募集されたものであり、後者は前回に存在したものと同様歌手の出身都道府県、出場回数、見どころが表示されるテロップである。各種テロップの書体は前回同様にフォントワークスのテロップ明朝であった。出演者名を表示するテロップのデザインは、紅組関係の場合赤色背景の白抜き文字、白組関係の場合白色背景の黒文字、その他（総合司会、ゲスト、曲順カウント対象外の出場歌手）は金色背景の白抜き文字でいずれの場合も下に白いラインがあるものとなっており、前回存在した「akagumi」などのローマ字表記は存在しなかった。歌詞のテロップは、前回までは縁取りのある白抜き文字であったが、今回は縁取りの代わりに影を付けたデザインであった。
一部出場歌手のパフォーマンス人数が非常に多いことが事前に伝えられていた。『サンケイスポーツ』はflumpool、藤あや子、細川たかし、夏川りみ・秋川雅史、ゆず、北島三郎のパフォーマンス人数に言及し、本紅白について「人海戦術」と表現している。他にも、NYCおよびAKB48のパフォーマンス人数が200人を超えることが事前に報道されていた（後述）。『MSN産経ニュース』の記事では大人数のステージが多かったことについて、その理由を「『絆』を強調したためか」と推測しており、「肝心の歌手の力量が視聴者に伝わり辛いところもあった」と批判的に記している。

### 前半
オープニングでは両組司会の井上真央・嵐の登場後に出場歌手が入場し、続いてスペシャルゲストとして「なでしこジャパン」の7人（いずれもINAC神戸レオネッサ所属）が登場した。なでしこジャパンはチームにとって歌がどのような存在であるかについておよび2012年のロンドンオリンピックに向けての抱負を語った（一部メディアは開会宣言として伝えている）。『デイリースポーツ』によると、なでしこジャパンは当初ボールを蹴る演出などが検討されていたが、この翌日（2012年1月1日）に、所属するINAC神戸レオネッサが全日本女子サッカー選手権大会の決勝戦に出場することが決まっており、そのためそうした演出は「危険を考慮」して行われなかった。
先行は紅組で、トップバッターは4年連続となる浜崎あゆみとNYC。NYCはリハーサルにおいて、登場したジャニーズJr.が244人、これにNYCの3人を加えたステージ上のパフォーマンス人数の合計が247人と伝えられていた。しかし当日の番組中では「ジャニーズJr.が247人」という旨の紹介がなされた（『日刊スポーツ』が同じ旨の報道をしている。その一方で、『MSN産経ニュース』はジャニーズJr.が244人登場した旨を報じている）。NYCの次はアンジェラ・アキとflumpoolが順に歌唱した。flumpoolの歌唱前には、彼らが東日本大震災の被災地である宮城県にある名取市立閖上中学校を訪れ、彼らの歌唱曲である「証」（2011年のNHK全国学校音楽コンクール中学校の部の課題曲）を歌う生徒たちと触れ合う様子がVTRで流された。VTR後のステージでは豊島岡女子学園中学校コーラス部および町田市立鶴川第二中学校合唱部と共演しともに「証」を合唱した（リハーサル時の報道によると共演した生徒の人数は90人。また、AKB48のメンバーが登場するという報道も同じ時にあったが、実現しなかった）。それに続くAKB48は、リハーサル時にはAKB48自身（研究生を含む）およびその姉妹グループであるSKE48、SDN48、NMB48、HKT48、JKT48のメンバーからなる合計210人（内訳はAKB48が75人、SKE48が48人、SDN48が39人、他3グループが16人ずつ）がステージ上に登場していた。これは前回の130人を上回り、AKB48によるパフォーマンス人数としては史上最多である。当日のステージにおける人数も同じであり、歌唱の最後には「がんばろう日本!!」という人文字を披露した。
AKB48の歌唱後、ゲスト審査員の紹介を経て最初の企画「あしたを歌おう。 〜こどもスペシャル〜」が実施された。企画では初めにディズニーのキャラクターであるミッキーマウスとともに芦田愛菜と鈴木福が登場した。その際、階段を下りる途中、芦田が転ぶハプニングがあった。ミッキーマウスは一旦ステージを離れ、芦田と鈴木の2人が東北在住の子供達とともに楽曲「マル・マル・モリ・モリ!」を披露した。芦田と鈴木は個々の歌手として出場しているが、同曲は2人のユニット・薫と友樹、たまにムック。として歌唱した（同曲の冒頭でユニット名がテロップで表示された）。歌唱中は歌詞テロップに加え、ムックのパートに合わせてムックのグラフィックが挿入されていた（ムックはユニットが誕生したフジテレビ系ドラマ『マルモのおきて』に登場する言葉を話す犬であり、同曲に台詞などで参加している）。同曲の終了後、ゲストの井上琳水による次の曲の紹介がなされ、出場歌手の有志がディズニーのキャラクターとともに「星に願いを」、「小さな世界」を披露した。この企画の長さは、『スポーツ報知』によると約8分間、『デイリースポーツ』によると約12分間であったという。
企画後はFUNKY MONKEY BABYSが歌唱した。ステージの後ろでは応援団グループ「我武者羅應援団」が「信じてる」と書かれた旗を振り応援していた。続く西野カナのステージではバックダンサーなどの本人以外のパフォーマーが一切登場せずただ1人で歌唱した。『MSN産経ニュース』の記事はこのことに言及し、大人数のステージが多い中「かえって新鮮に映った」と記している。その後AAAが歌唱（曲紹介時には二宮和也により宇野実彩子が翌年の連続テレビ小説『梅ちゃん先生』、西島隆弘が大河ドラマ『平清盛』にも出演することに触れた）し、次の川中美幸の歌唱時には年の離れた男女が結婚する「年の差婚」が2011年に話題になったことにちなみ、「パパイヤ鈴木とおやじダンサーズ」の5人とAKB48のメンバー5人が一緒にダンスをする「年の差ダンス」が披露された。歌唱後、ラジオ中継担当者と副音声の「紅白ウラトーク」担当者が紹介された。続く平井堅の曲紹介は平井のファンである井上が行った。
平井の歌唱後、ゲストのサンドウィッチマンが登場し、「東北各地のお祭り衆」を率いてきた旨の発言をした。その「お祭り衆」（花柳糸之社中、秋田市竿燈会、東京花笠連合会、福島わらじまつり実行委員会。藤あや子歌唱中の表示による）は続く藤あや子と細川たかしのパフォーマンスで登場した。2人が行ったパフォーマンスは東北の祭りを再現したものであり、リハーサル時から報道されている。藤が歌唱した楽曲は、秋田のことを歌った楽曲である「あや子のお国自慢だよ」の歌詞を東北6県向けに変えたものであり、歌唱中は福島商工会議所青年部（福島わらじまつり実行委員会に含まれる）などの合計108人がパフォーマンスで共演した。パフォーマンスにはTOKIOも混じって参加していた。細川たかしの歌唱時にはねぶたが登場し、パフォーマンスにはサンドウィッチマンとAKB48が参加した。リハーサル時の報道によると、ねぶたは細川がこの年の青森ねぶた祭りの前夜祭でいちど「共演」したものであり、また細川のパフォーマンスで共演した人数は秋田市竿燈会などの合計121人である。細川は歌唱後、先に歌唱を終えた藤と握手を交わした。『MSN産経ニュース』の記事はこのことに言及し、「今年は紅白の『対戦』ではなく、『和平』のムードが高まっているようだ」と記している。
細川に続き、水樹奈々とポルノグラフィティが順に歌唱を終えた。次の猪苗代湖ズの歌唱前のMC時には福島県で行われたライブで猪苗代湖ズと共演した福山雅治が中継先（後述）からエールを送った。彼らの歌唱曲「I love you & I need you ふくしま」は彼らの故郷である福島県を応援する楽曲であり、歌唱は「絶叫交じり」で行われ、最後にはメンバーの4人が「ふくしま!! ふくしま!!」と叫ぶシーンもあった。NHKホールの舞台裏では、猪苗代湖ズの歌唱後に「初めて」大きな拍手がわき起こったと伝えられている。その一方、歌唱後に元NHKスポーツキャスターである東海由紀子が猪苗代湖ズやそのパフォーマンスをTwitterで酷評し、Twitterが炎上するという事件も発生した。
猪苗代湖ズの後は伍代夏子が歌唱し、その次にL'Arc〜en〜Cielが歌唱した。続く水森かおりの歌唱前には、水森の歌唱曲が山形県を歌った楽曲であることから同県出身のゲスト審査員である佐々木則夫がコメントした。水森の次は森進一の歌唱であり、東日本大震災で被災した東北の港町の名前を歌詞に含む「港町ブルース」を歌唱した。続く椎名林檎は、歌唱前に連続テレビ小説『カーネーション』でヒロインの役を務める尾野真千子が登場し、椎名を応援した。歌唱中は椎名がボーカルであった東京事変（2012年2月に解散）のメンバーが演奏に参加した。舞台袖では尾野が椎名の歌声を聞いて感激の涙をこぼすシーンもあったと伝えられている。
椎名が歌唱を終えた時に中間投票に関するアナウンスがあり、続いて2番目の企画「あしたを歌おう。 〜ハッピーバースデイ 3.11〜」が実施された。この企画では初めに井上が宮城県南三陸町を訪れ、東日本大震災が発生した2011年3月11日に子供が生まれた2家族と触れ合う様子がVTRで流された。VTRの後、井上による紹介で夏川りみと秋川雅史がともに「あすという日が」を歌唱した。歌唱中は洗足学園音楽大学の学生とともに合唱し（リハーサル時の報道によると人数は64人）、ステージには被災地の赤ちゃんなどの写真が次々に映し出された。歌唱後、拍手を送る井上は目に涙を浮かべていた。
企画が終了すると、中間投票の結果が発表された。票数は紅230,275対白143,551で、紅組が優勢であった。また、サンドウィッチマンが再び登場し、東北への支援に対する感謝のメッセージなどを述べた。

### 後半
後半の先行トップバッターはKARAであり、スタンバイ後にはMC席に川中美幸、和田アキ子、天童よしみが「浪花KARA」として登場し、KARAをまねたヒップダンスを交えて曲紹介に参加した。浪花KARAについてはリハーサルの段階でメディアに報じられており、披露にあたってはKARAのリーダーであるギュリが、舞台裏で接触した和田にダンスのやり方を聞かれて実際に指導したと伝えられている。KARAの歌唱後、二宮和也と大野智がNHKホールの楽屋ロビーをリポートした。楽屋ロビーにはゲストのコロッケがAKB48とともに登場し、AKB48の楽曲「ヘビーローテーション」を森進一、五木ひろし、北島三郎のものまねで歌うネタを披露した。リポート終了後は徳永英明の歌唱であり、中島みゆきの楽曲「時代」をカバーした。続いてPerfumeとTOKIOが歌唱を終えた。次の少女時代は歌唱中に歌詞の一部を変える演出があった。
少女時代の後は郷ひろみ、aikoが順に歌唱を終えた。aikoの歌唱前には井上が彼女のファンであるということを発言していた。aikoの歌唱後、ゲスト審査員の大竹しのぶに話が振られ、大竹が「隣の席のマー君が私のマイクのコード踏んだ」と発言し、会場に爆笑が起きた。次のゆずのステージでは多数のキャンドルが床に並べられ、合唱隊（番組中ではUZ choirと表示された。人数は事前報道によると100人）がゆずとともに歌唱曲「Hey和」を合唱した。ゆずに続き、倖田來未が歌唱した。倖田は本紅白1週間前である24日に予定されていたライブを体調不良のためキャンセルしており、『デイリースポーツ』によると体調に関して心配されていたというが、問題なく歌唱は終わった。また、倖田は紅白の前に結婚したことを発表しており、『オリコン』の記事はそれを踏まえて倖田の歌唱時の衣装に言及し、パフォーマンスについて「胸元や背中が開いたセクシードレスで“人妻”の色香を漂わせながらのパフォーマンス」と記している。倖田の次に東方神起が歌唱を終えると、続く3つ目の企画に入った。
3つ目の企画「あしたを歌おう。 〜ニッポンの嵐『ふるさと』〜」では、嵐のメンバーが東日本大震災で被災した福島県のいわき市立豊間中学校のピアノを紹介した。紹介によるとピアノは3月11日に発生した地震による津波にのまれ、5月上旬に瓦礫から引き上げられたものの正常に演奏できる状態ではなく、地元の楽器店に引き取られ、半年かけて修理が行われた結果蘇った。紹介の後、櫻井翔がそのピアノを演奏し、前回披露された楽曲「ふるさと」が歌唱された。歌唱は嵐のメンバーに加え、出場歌手が集まって行われた（事前報道でこの時歌唱するのが白組歌手のみだとするものがあったが、紅組歌手も参加していた）。ステージには被災地をはじめとする全国各地の人々が「ふるさと」を歌う映像が流された。なお、同曲は本紅白のイメージソングであり、2番の歌詞は2011年になって新たに作られたものである。
企画終了後、連続テレビ小説『おひさま』のVTRが流されて平原綾香の曲紹介に移った。応援ゲストとして同ドラマに出演した5人（高良健吾、寺脇康文、マイコ、田中圭、永山絢斗）が登場し、同作でヒロインを務めた井上を応援した。平原の歌唱中にも、ステージに同ドラマのシーンが流されていた。平原に続いたのは千昌夫であり、歌唱前には出身地である岩手県陸前高田市と中継が繋がり、中継先では千の同級生を初めとする地元の人々が集まって千を応援した。曲紹介は同じく岩手県出身である総合司会の阿部渉が行った。歌唱の最後に千は「東北がんばっぺし、がんばっぺし」と東北を応援した。
千の歌唱後、4番目の企画「あしたを歌おう。 〜世界からのメッセージ〜」が実施された。最初は長谷部誠がステージに登場し、視聴者に向けてメッセージを伝えた。次にジャッキー・チェンがVTRで登場し、日本を応援するメッセージを伝えた。最後にレディー・ガガがVTRで登場し、楽曲2曲を歌唱した。ガガは出演時の衣装に事前から注目が集まっていた。その衣装は黒のブラウスとズボン、無数の真珠からなる眼鏡とネクタイであり、『MSN産経ニュース』は「ファンの期待を裏切らない“超”ユニークな格好」と伝えている。歌唱した楽曲の1曲目は「Yoü and I」で、ガガはピアノを弾き語る形で歌唱したほか、歌詞の一部を日本に関係する言葉に変更していた。2曲目は「Born This Way」で、ガガは眼鏡をはずし、ダンサーと共にダンスパフォーマンスを披露した。『MSN産経ニュース』は同曲中に「歌おう JAPAN」との歌詞が盛り込まれたことに言及し、披露された同曲が「日本の復興への思いを込めたメッセージソングとなった」と記している。番組の放送後にNHKオンデマンドで配信された本紅白の「見逃し配信サービス」においてはレディー・ガガの出演VTRは「許諾が取れなかったこと」を理由にカットされている。
企画終了後は、毎年、豪華衣装での登場が恒例となっている小林幸子が歌唱した。歌唱前の曲紹介時には、小林の衣装を毎年楽しみにしているというSMAPの稲垣吾郎が登場しコメントした。リハーサルの段階から披露された衣装のセットは「メガ獅子」と呼ばれる巨大な獅子をかたどったもので、推定5000万円、長さは8.03m、高さは6m、重さは2.5tにおよぶものである（長さを8mまたは8.3mとする報道や、高さを6.3mとする報道もある）。重さは2009年の「メガ幸子」の3tに次ぐものである。曲の途中には小林がメガ獅子の口に飲み込まれ、その後、獅子の頭の上に再び登場する演出があった。また、小林が着用していたドレスに飾られていた稲穂は、小林の所有する田んぼで収穫し、乾燥させたものである。衣装のテーマは「五穀豊穣」。小林は東日本大震災の発生を受け、本紅白で衣装を大掛かりにすべきかどうか当初は悩んでいたが、訪れた被災地ではむしろ、多くの人から衣装を派手にしてほしいと言われた。その言葉で小林は悩むのをやめ、また「芸能人の使命は人々に笑顔を届けること」だと思い、派手な衣装を披露することに決めたという。衣装の制作はデューク松山が担当しており、2011年10月1日から設計に入り、完成したのは本番前日である12月30日の朝であった。制作に要した期間は過去最短である。
小林に続く西田敏行の歌唱前には、福島県いわき市にあるスパリゾートハワイアンズと中継が繋がり（福島県は西田の出身地でもある）、中継先では同施設のダンシングチームのリーダーであるマルヒア由佳理が登場した。西田は故郷への思いを込めた楽曲「あの街に生まれて」を歌唱し、歌唱中には涙ぐんでいた。その後「この歌を歌うと、故郷を思い出して条件反射みたいに涙が出てきちゃう」と話したことが報じられている。西田の次は、第60回（2009年）の出場を以って無期限の活動休止に入った絢香が、その時に歌唱した楽曲「みんな空の下」を再び歌唱した。
絢香の次は長渕剛の歌唱であり、歌唱前には長渕が東日本大震災の被災地で人々と交流するなどの支援を行う様子を映すVTR（『スポーツ報知』によると46秒間）が流された。その後長渕は宮城県にある石巻市立門脇小学校からの中継で登場し、被災地の子供たちなどへ向けたメッセージを述べた後で楽曲「ひとつ」を歌唱した。門脇小学校は長渕自身が石巻市を訪れたうえで中継先として選んだ場所であり、「ひとつ」は本紅白での披露のために書き下ろされた楽曲である。歌の途中では再び長渕が被災地の人々と交流する映像が流されたほか、長渕の周りに円形に並べられたスポットライトが一斉に灯り、空を照らした後で最後には闇に包まれていた街を照らすシーンがあった。『スポーツ報知』、『サンケイスポーツ』によるとスポットライトの数は108個で、後者は除夜の鐘と同じ数だと言及している。この光の演出について、『スポーツ報知』は「犠牲者への鎮魂の思いを表すよう」「未来への希望を示すよう」と表現し、『サンケイスポーツ』は「闇に差す希望の光を象徴するよう」と記している。なお、長渕が出演した時間は『スポーツ報知』によると8分56秒（メッセージと歌）で、メッセージは2分44秒と報じる一方、『スポニチアネックス』はメッセージを約4分としている。
長渕に続く和田アキ子の曲紹介は、SMAPの中居正広が行った。ステージでの和田の衣装はゴールドを使用したものであった。これは紅白における和田の衣装としては最も高いものであることが事前に和田本人から明らかにされている。ゴールドを使用したことには「来年は幸せが来るように」との思いをかけているほか、和田は「震災があったからといって、（派手さを）自粛してはいけない」と考えていることも明らかにしている。和田の次は、北島三郎の応援を受け、白組司会の嵐が歌唱した。嵐の曲紹介は井上が行った。嵐はメドレーで2曲（「果てない空」、「迷宮ラブソング」）を披露し、曲と曲の間にはステージに映る映像と同期したダンスパフォーマンスを披露した。続くいきものがかりの歌唱前に、事前の一般公募で選ばれた井上の衣装が披露された。いきものがかりのステージではバックに1人の女の子が歩き続けるアニメーション映像が流れていた。いきものがかりに続き五木ひろしが歌唱した。歌唱された「ふるさと」はリハーサルの段階から「紅白バージョン」としてアレンジが施されており、途中で原曲にはない半音上への移調がなされたほか、最終サビが3回繰り返された（1コーラス目のサビが1回、2コーラス目のサビが2回繰り返しで合計3回）。
五木の後は松田聖子・神田沙也加親子が、聖子のカウントダウンライブが行われていた東京体育館から中継で歌唱した。2人が歌唱したのは坂本九の楽曲「上を向いて歩こう」であり、この選曲は聖子が選んだものだということを歌唱前に自身が語った。また、歌で親子が共演するのは初だということも神田が語った。2人の歌唱後、氷川きよしと坂本冬美が順に歌唱し、続く福山雅治は自身のカウントダウンライブの会場であるパシフィコ横浜から中継で歌唱した。次の松任谷由実の歌唱時には、曲の終盤で出場歌手の有志並びに洗足学園音楽大学と慶應義塾大学K.O.E.（アカペラサークル）の学生が合唱に参加した。歌い終わった松任谷は目に涙を浮かべた。
松任谷に続いてEXILEが歌唱を終え、次の天童よしみの曲紹介時には2011年が美空ひばりの23回忌であったことに井上が言及し、ひばりの写真も映し出された。天童はひばりの楽曲である「愛燦燦」を歌唱した。続く北島三郎の「帰ろかな」歌唱時は、一橋大学津田塾大学合唱団ユマニテ（事前報道によると人数は117人）がともに合唱した。なお、北島は歌詞を間違える場面があった。北島の次は紅組トリの石川さゆりである。石川に続いたSMAPが白組トリおよび大トリを務めた。SMAPはメドレーの2曲目「オリジナル スマイル」の歌唱中にステージを降り、客席で歌唱した。SMAPが紅白において、客席でパフォーマンスをするのは史上初である。また同メンバーの木村拓哉が同曲の「山程ムカつくこと 毎日あるけど」という歌詞を「山程立ち直ること 毎日あるけど」に変えて歌う場面もあった。曲の終盤ではステージに戻ったSMAPとともに出場歌手がステージ上に集まり、最後はSMAPと出場歌手が手を繋いで一礼した。
全ての歌唱が終了すると、最終審査のアナウンスがあり、紅組と白組の勝敗を決める投票が行われた。続いて前回同様、出場歌手の歌唱シーンや企画などがハイライトで表示された。その後結果が発表され、ヘンデル作曲の「ユダス・マカベウス」の中の「見よ、勇者は帰る」をBGMに表彰が行われた（前回は表彰の音楽として紅白テーマソング「歌の力」のインストゥルメンタルが使用されたが、今回からは「見よ、勇者は帰る」に戻っている）。
最後は平尾昌晃の指揮で「蛍の光」が大合唱され、番組は終了した。なおこの時、テレビでは「第○回NHK紅白歌合戦」「終」のテロップが表示されることが恒例だが、今回はこれが表示されずに終了した。

## 結果
前回までは中間審査を含めた総得票数による審査だったが、若干の変更が行われ最終審査のみの得票数による審査となった。結果343,045対323,767で紅組が7年ぶりに優勝し、白組の連勝記録は6でストップした。ゲスト審査員の三谷幸喜から優勝旗を授与された井上は号泣した。
会場、ケータイ、ワンセグの各審査員は白組が優勢だったが、投票総数の8割近くを占めるデジタルTV審査員の判定が決め手となった。
なお、ゲスト審査員の投票は6対4で紅組が優勢。今回と翌年の第63回はゲスト審査員はウタ♪ウッキーのパペットを出して審査に参加する体制となった（紅組の場合はウー♪、白組の場合はター♪）。
メディアにおける紅組の勝因分析としては、『J-CASTニュース』（2012年1月1日付）による「KARA・少女時代といったK-POP勢の初出場、AKB48のステージ、松田聖子・神田沙也加親子共演、絢香の返り咲き出場が視聴者票を押し上げる要因になった」、『サンケイスポーツ』（2012年1月1日付）による「AKB48や芦田愛菜のパワーによるものが大きい」というものがある。『J-CASTニュース』によると紅組優勝に報道陣から「おおっ!」とどよめきの声が挙がったという。

## 司会者
- 紅組：井上真央（この年上期の連続テレビ小説『おひさま』のヒロイン・須藤（丸山）陽子役）
- 白組：嵐（大野智、櫻井翔、相葉雅紀、二宮和也、松本潤）
- 総合：阿部渉（東京アナウンス室）

井上は初司会、嵐は2年連続。原田秀樹によると、井上は当初紅組司会の打診を再三断っていたが、番組側からの粘りの交渉の結果了承したという。井上はこれがテレビ番組初司会である。
阿部は3年連続での総合司会。
司会発表前には、『あさイチ』のキャスターであり、この年の『思い出のメロディー』の司会も務めた有働由美子（東京アナウンス室）・井ノ原快彦（V6）を司会（組司会・総合司会）の最有力候補であると報じたメディアが複数あった。『東京スポーツ』（2011年8月11日付）はSMAPの中居正広が本紅白の司会就任に意欲を示していると報じていた。
井上は放送翌日、自身のブログで本紅白の感想を述べると同時に「この達成感はもう二度と味わえないことでしょう。けど、これからの紅白は、ゆっくりとお家で見させて頂きます」と綴っている。実際井上の司会担当は今回1度限りとなっている。彼女は後のインタビューでも今回の紅組司会での苦労を述べている。
今回を最後に男性の総合司会およびNHKの男性アナウンサーの司会起用は第67回（2016年）まで行われなかった。

## メイン演奏
- 三原綱木とザ・ニューブリード、東京放送管弦楽団

## 審査員
- ゲスト審査員（別記）
- 会場審査員（NHKホールの観客全員）
- デジタルTV審査員（デジタル総合の視聴者 無制限）
- ケータイ審査員（携帯電話による審査 60,000名）
定員は当初50,000名の予定だった[9]が、人数が増やされた。
- ワンセグ審査員（ワンセグ搭載型の携帯電話による審査 無制限）

## 出場歌手
紅組、      白組、      特別企画、      初出場、      返り咲き。
| 曲順 | 組 | 歌手名             | 回 | 曲目                                                     |
| ---- | -- | ------------------ | -- | -------------------------------------------------------- |
| 1    | 紅 | 浜崎あゆみ         | 13 | progress                                                 |
| 2    | 白 | NYC                | 3  | 100%勇気NYC                                              |
| 3    | 紅 | アンジェラ・アキ   | 6  | One Family                                               |
| 4    | 白 | flumpool           | 3  | 証                                                       |
| 5    | 紅 | AKB48              | 4  | 紅白2011 AKB48スペシャルMIX 〜がんばろう日本!〜          |
| 企画 | 紅 | 芦田愛菜           | 初 | マル・マル・モリ・モリ! ディズニー・スペシャル・メドレー |
| 企画 | 白 | 鈴木福             | 初 | マル・マル・モリ・モリ! ディズニー・スペシャル・メドレー |
| 6    | 白 | FUNKY MONKEY BABYS | 3  | それでも信じてる                                         |
| 7    | 紅 | 西野カナ           | 2  | たとえ どんなに…                                         |
| 8    | 白 | AAA                | 2  | CALL                                                     |
| 9    | 紅 | 川中美幸           | 24 | 二輪草                                                   |
| 10   | 白 | 平井堅             | 7  | いとしき日々よ                                           |
| 11   | 紅 | 藤あや子           | 17 | あや子のお国自慢だよ 〜がんばろな東北!!紅白スペシャル〜  |
| 12   | 白 | 細川たかし         | 35 | ねぶた                                                   |
| 13   | 紅 | 水樹奈々           | 3  | POP MASTER                                               |
| 14   | 白 | ポルノグラフィティ | 10 | ワンモアタイム                                           |
| 15   | 白 | 猪苗代湖ズ         | 初 | I love you & I need you ふくしま                         |
| 16   | 紅 | 伍代夏子           | 18 | 金木犀                                                   |
| 17   | 白 | L'Arc〜en〜Ciel    | 5  | CHASE                                                    |
| 18   | 紅 | 水森かおり         | 9  | 庄内平野 風の中                                          |
| 19   | 白 | 森進一             | 44 | 港町ブルース                                             |
| 20   | 紅 | 椎名林檎           | 初 | カーネーション -紅組なら誰でも                           |
| 企画 | 紅 | 夏川りみ           | 6  | あすという日が                                           |
| 企画 | 白 | 秋川雅史           | 4  | あすという日が                                           |

| 曲順 | 組   | 歌手名         | 回 | 曲目                        |
| ---- | ---- | -------------- | -- | --------------------------- |
| 21   | 紅   | KARA           | 初 | KARA 2011スペシャルメドレー |
| 22   | 白   | 徳永英明       | 6  | 時代                        |
| 23   | 紅   | Perfume        | 4  | レーザービーム              |
| 24   | 白   | TOKIO          | 18 | 見上げた流星                |
| 25   | 紅   | 少女時代       | 初 | GENIE                       |
| 26   | 白   | 郷ひろみ       | 24 | Go Smile Japan!!            |
| 27   | 紅   | aiko           | 10 | 恋のスーパーボール          |
| 28   | 白   | ゆず           | 4  | Hey和                       |
| 29   | 紅   | 倖田來未       | 7  | 愛を止めないで              |
| 30   | 白   | 東方神起       | 3  | Why? (Keep Your Head Down)  |
| 企画 | 企画 | 嵐             |    | ふるさと                    |
| 31   | 紅   | 平原綾香       | 8  | おひさま〜大切なあなたへ    |
| 32   | 白   | 千昌夫         | 16 | 北国の春                    |
| 企画 | 企画 | レディー・ガガ | 初 | Yoü And I                   |
| 企画 | 企画 | レディー・ガガ | 初 | Born This Way               |
| 33   | 紅   | 小林幸子       | 33 | おんなの酒場                |
| 34   | 白   | 西田敏行       | 4  | あの街に生まれて            |
| 35   | 紅   | 絢香           | 5  | みんな空の下                |
| 36   | 白   | 長渕剛         | 3  | ひとつ                      |
| 37   | 紅   | 和田アキ子     | 35 | あの鐘を鳴らすのはあなた    |
| 38   | 白   | 嵐             | 3  | 2011紅白スペシャルメドレー  |
| 39   | 紅   | いきものがかり | 4  | 歩いていこう                |
| 40   | 白   | 五木ひろし     | 41 | ふるさと                    |
| 41   | 紅   | 松田聖子       | 16 | 上を向いて歩こう            |
| 41   | 紅   | 神田沙也加     | 初 | 上を向いて歩こう            |
| 42   | 白   | 氷川きよし     | 12 | 情熱のマリアッチ            |
| 43   | 紅   | 坂本冬美       | 23 | 夜桜お七                    |
| 44   | 白   | 福山雅治       | 4  | 家族になろうよ              |
| 45   | 紅   | 松任谷由実     | 2  | （みんなの）春よ、来い      |
| 46   | 白   | EXILE          | 7  | Rising Sun                  |
| 47   | 紅   | 天童よしみ     | 16 | 愛燦燦                      |
| 48   | 白   | 北島三郎       | 48 | 帰ろかな                    |
| 49   | 紅   | 石川さゆり     | 34 | 津軽海峡・冬景色            |
| 50   | 白   | SMAP           | 19 | SMAP AID 紅白SP             |

1. ↑  「ユメタマゴ」「勇気100%」を順に披露。冒頭と2曲の間に「NYC」（NYCの3人をメンバーに含むグループであるNYC boysの楽曲）の1フレーズを挟んでいた。
2. ↑  「風は吹いている」「フライングゲット」「Everyday、カチューシャ」を順に披露。
3. ↑  『あしたを歌おう。こどもスペシャル』
4. ↑  「星に願いを」「小さな世界」を順に披露。
5. ↑  「カーネーション」「女の子は誰でも」を順に披露。後者は椎名がボーカルを務めた東京事変の楽曲。
6. ↑  「ジェットコースターラブ」「ミスター」を順に披露。
7. ↑  「笑顔にカンパイ!」「2億4千万の瞳-エキゾチック・ジャパン-」を順に披露。
8. 1 2  2曲共、歌詞の一部を紅白用に一部変更し披露した。
9. ↑  正規出場は現時点では今回で最後。特別出場としては2015年に出場。
10. ↑  「迷宮ラブソング」「果てない空」を順に披露。
11. ↑  天童は紅白の舞台で、計4回美空ひばりの曲を歌唱している。
12. ↑  「not alone 〜幸せになろうよ〜」「オリジナル スマイル」を順に披露。

### 選考を巡って
出場者発表時点では紅組28組、白組27組の計55組とされ、紅白22組ずつであった前回からそれぞれ6組、5組増加、合計出場者数では前回から11組の増加となった。
今回の出場者選考を巡っては、2011年8月23日に起きた島田紳助の暴力団関係者との交際を理由とした芸能界からの引退および同年10月1日に全都道府県で施行が完了した暴力団排除条例にまつわる影響が、選考を左右する重要な要素になると考えられて注目を集めた。紅白では暴力団絡みの事案の発覚によって落選や選考・出場の辞退に追い込まれた事態が過去に何度も発生しており、それは美空ひばりや北島三郎といった大物であっても例外扱いされない厳格さであった。この年NHKは出場歌手決定にあたり、改正した「倫理・行動憲章」に基づき、暴力団との関係がないかなどの事前チェックを念入りに行い、条例違反を起こさないようにした。さらに、契約書に拠らない出演契約者に対するものとして、11月9日に放送総局長・金田新が「指針」という形で同じような基準を発表した。この「指針」も歌手以外を含めた出演者選定のためのルールとなった。
そのようなことから、特に大物歌手・常連歌手の落選が続出し出場者選考が大波瀾になるという事前予想を立てた芸能マスコミも多く、例年にも増して社会的注目を大きく集める話題となったが、実際には「暴力団排除条例の施行を受けてNHKも指針を出しましたが、このことを理由に出演を見合わせる方はいませんでした」と番組側が公表している通り、前回選出で今回不選出の歌手の中に明確にこの指針が影響した結果の“選考除外”と言うべき者は見当たらず、前回と大きく顔ぶれの変わることもない無風の選考というべき結果になった。一方で、この種の闇社会が絡む問題の常ではあるが、数少ない確固たる証拠に頼って判断を行わなければならない一方で、特に常連組として例年出場を続けてきた歌手においては落選が即座にその職業生命を直接に左右しかねず、番組側もその判断次第で様々なリスクを抱えかねないデリケートな問題でもあることから、今回はあえて指針抵触の見極めを表面化させず穏便に済ませて、実際に該当する人物の排除を本格化させるのは翌第63回（2012年）以降からになるとも言われていた。

#### 選出
- 『1231 あしたを歌おう。』 のテーマに合致し、初出場もしくは返り咲きした歌手は以下の通りとなっている。
  - 22年ぶりの返り咲きとなった千昌夫は被災地である岩手県陸前高田市出身（出場歌手正式発表以前である11月17日の段階で出演が内定していた）[93]。
  - 猪苗代湖ズはメンバー全員が福島県出身。
  - 西田敏行は福島県郡山市出身（『スポニチアネックス』[93]および『デイリースポーツ』[94]によると、千と同じく11月17日の段階で出演が内定していた）。一方、『スポニチアネックス』および『デイリースポーツ』は西田の歌唱曲に関して、「もしもピアノが弾けたなら」が有力であると報じたが、実際は「あの街に生まれて」であった。
  - 長渕剛は宮城県の松島基地を訪問し、ライブを行った。
  - 夏川りみと秋川雅史は「あすという日が」を競作した。
- 第56回（2005年）に松任谷由実 With Friends Of Love The Earthとして出場して以来6年ぶり2回目の出場となる松任谷由実はソロとしては今回が初の出場となる（初出場ではなく2回目の出場扱い）。歌唱曲は松任谷とNHKによる東日本大震災被災地支援共同プロジェクト「（みんなの）春よ、来い」にちなみ「春よ、来い」（タイトルも「（みんなの）春よ、来い」となる）となる[95]。
- 第60回（2009年）出場を以って一時病気（バセドー病）療養を目的に活動を休止していた絢香の2年ぶり5回目の出場[96][97][98]。歌唱曲は第60回でも歌唱した「みんな空の下」となった。絢香は本紅白に先駆けて23日に生放送のテレビ朝日系列『ミュージックステーションスーパーライブ2011』で復帰を果たした。
- 6回目の出場となったアンジェラ・アキは当時第一子を妊娠しており、本紅白への出場を以って産休に入った[99]。
- 2年半ぶりのシングル「カーネーション」が連続テレビ小説『カーネーション』の主題歌に起用された椎名林檎が初出場となった[100][101][102]。石川さゆりとは、本紅白で初対面を果たし意気投合、これが後の2014年発表の椎名の作詞・作曲・プロデュースによる石川のシングル「暗夜の心中立て」の制作にも繋がった。
- 前回は有力視されながら選出されなかったK-POP勢のKARAと少女時代が初選出されたほか、東方神起が第60回以来2年ぶりの返り咲き出場を果たした。放送当日には「これらの出場を良しとしない右翼団体によりデモ活動が行われた」という[103]。
- 同じく初出場の神田沙也加は第52回（2001年）以来10年ぶりに選出された母の松田聖子と共演することになった[104]。聖子は自身がパーソナリティーを務めるニッポン放送『オールナイトニッポンGOLD』（2011年12月16日放送分）の収録で10年ぶりの出場の決め手となったのはこの共演の実現と語った。
- フジテレビ系ドラマ『マルモのおきて』で脚光を浴びた芦田愛菜と鈴木福が初めて選出され、出場者の最年少記録を更新した。ただし、ユニット・薫と友樹、たまにムック。名義ではなく、紅白の勝敗には係わらない形で個々に紅組・白組からの出場の形となる[105]。原田秀樹は出場歌手発表の時点で2人に持ち歌「マル・マル・モリ・モリ!」を歌唱させる方針であることは示唆しており、さらに番組側はこの選出について「それぞれがちゃんとしたタレント。お1人ずつを大事にして個で紹介したい」と説明した[106]。『スポーツニッポン』は「芦田を紅組、鈴木を白組の象徴とする演出上の理由」「（先述の）聖子・神田を1人ずつカウントしたことによる影響」との説を掲載した。出場歌手発表の以前に『BUBKA』は「2人が紅組から出場することが決定している」「2人の持ち歌「マル・マル・モリ・モリ!」の歌唱時に出場歌手やゲストにもマルモリダンスをさせる計画がある」と報じていた。一方、番組側としては鈴木を出演させるかさせないかで意見が二転三転した経緯があったとも言われており、これが出場歌手発表が遅れた原因でもあるとされる[107]。

#### 不選出
番組側による出場歌手の正式発表前に芸能マスコミ各社が選出を有力視・確実視する報道を行ったものの、実際には紅組・白組の出場歌手として選出されなかったアーティストが存在する。また番組側が出場候補に挙げたものの選出に至らなかったアーティストも存在する。以下はその事例の一部である。
- 一部の芸能マスコミや芸能関係者は、暴力団排除条例関連の問題により演歌系を中心に常連歌手・大物歌手の出場が大幅に減り、その穴埋め役としてジャニーズ事務所所属のグループが大挙出場するという事前予測を立てていた。ジャニーズ事務所所属グループで出場が有力視され、もしくは内定と報じられながらも、実際には不選出であったのはタッキー&翼、関ジャニ∞（翌年出場）、V6、Kis-My-Ft2であり、具体的な報道は以下の通りである。
  - リアルライブの記事はタッキー&翼について、2011年3月からメンバーの今井翼がNHKの『テレビでスペイン語』にナビゲーターとして出演しており、楽曲「友よ」（2011年8月に発売した「Journey Journey〜ボクラノミライ〜」のカップリング曲）が『みんなのうた』で放送されていたことから出場を有力視したあるレコード会社関係者の発言を掲載した。この他、関ジャニ∞やV6などの出場の可能性にも言及した[108]。
  - 『日刊サイゾー』の記事に掲載されているある芸能プロダクション関係者の発言によると、V6、関ジャニ∞、Kis-My-Ft2の出演が「内定」といわれていた（さらに、同関係者は『リアルライブ』の記事における関係者と同様の理由でタッキー&翼についても出場を有力視していた）。同関係者はV6の内定理由についてメンバーの井ノ原快彦が『あさイチ』と『思い出のメロディー』の司会を担当したことから「井ノ原のおかげ」と説明し、関ジャニ∞とKis-My-Ft2については「今年事務所がイチオシ」であると言及した[109]。
- 由紀さおりは自身のアルバム『1969』が世界中でヒットを記録したことから、返り咲き出場が濃厚であると『ZAKZAK』が報じた[110]が、今回は不選出になり、翌年の第63回にソロ歌手としては20年ぶりとなる返り咲き出場を果たしている。また、姉の安田祥子との出場もなかった。
- ここ2年間紅組トリを務めていたDREAMS COME TRUEは番組側よりオファーはあったものの、この年行われたコンサートツアー大阪公演の延期に伴うスケジュールの変更により、その後の楽曲制作が大幅に遅れてしまったことで楽曲制作に専念したいという意向に加え、同リーダーの中村正人の体に「小さな手術を必要とする箇所が見つかった」というアーティスト側の事情により、熟慮の上出場辞退を決定した[111][112]。
- コブクロの不出場はメンバーの体調不良を原因とした活動休止によるものとなっている。
- 週刊誌で鳥羽一郎の出場が有力視されていたが、実現せず。
- レディー・ガガについては、出場内定が『東京スポーツ』で報じられた[113]が紅組出場歌手としては不選出であった。後にゲストとして録画での出演が明らかとなり、実際に録画で出演した。
- 東日本大震災以降に放送されたエステーの商品「消臭力」のCMで話題になったミゲル・ゲレイロの出場の可能性が『ZAKZAK』により報道された[114]。
- 韓国のアーティストについてはKARA・少女時代・東方神起の3組（紅組に2組、白組に1組）のみが選出となったが、この3組以外についても出場が有力視されていた。『FLASH』の記事におけるNHK関係者によると、当初は韓国のアーティストを紅組・白組に2組ずつ出場させる案があったという[115]。
  - チャン・グンソクについては、音楽関係者が『女性自身』の記事で「今年、最も出場が期待されるのがチャン・グンソク」と述べ、そのデビューシングル「Let me cry」がオリコンチャートで1位を取ったことに言及した。だが同時に「ただ、交渉は難航すると見られ、出場は微妙です」とも述べた[116]。その後、実際に「条件面で折り合わず」不選出となったという旨を番組関係者が『FLASH』の記事で述べている[115]。
  - 超新星については、番組関係者が『FLASH』の記事で、チャン・グンソクに続いて出場候補に挙がった旨を述べている（超新星はNHKの韓国語の語学番組『テレビでハングル講座』に出演している）。実際には不選出となったが、同関係者はその理由について「東方神起サイドから“格が違いすぎる”という理由で横ヤリが入り、流れてしまった」と述べている[115]。
  - 上記2組に加えて、2PMとSHINeeが出場候補に挙がっていたことを『サンケイスポーツ』が報じている[117]。

前回出場者で不選出となった歌手・グループは以下の通り。
- 紅組：植村花菜、クミコ、DREAMS COME TRUE、中村美律子
- 白組：HY、加山雄三、コブクロ、遊助

### その他
- 和田アキ子は通算35回目の出場、島倉千代子の持つ女性歌手の最多出場記録に並んだ。
- 小林幸子は初出場から33年連続出場。翌年落選し記録が途絶えたものの、石川さゆりに抜かれるまで紅組歌手における連続出場の最長記録となっていた（紅組歌手における初出場からの連続出場では単独1位）。小林は正規出場は今回が最後となっているものの、第66回（2015年）で特別歌手として復帰している。
- 17年連続出場（通算24回）の川中美幸も翌年落選したため、今回で連続出場が途絶える。川中は今回が最後の出場となっている。
- この他、8年連続出場（初出場以来）の平原綾香、6年連続出場（初出場以来）のアンジェラ・アキ、3年連続出場（初出場以来）のflumpool、2年連続出場（通算5回）のL'Arc〜en〜Cielも翌年不選出となり今回で連続出場が途切れ、いずれも再出場には至っていない。ただし、L'Arc〜en〜CielのHYDEは第69回（2018年）「YOSHIKI feat. HYDE」名義で復帰している。
- 初出場した神田沙也加と椎名林檎、返り咲き出場を果たした松田聖子や長渕剛、ゆずは翌年不出場となったが、神田は第65回（2014年）、椎名は第65回以降、聖子は第64回（2013年）以降、長渕は第65回、ゆずは第64回および第66回以降で復帰を果たしている。同じく返り咲き出場の西田敏行は翌年正規出場歌手には非選出ながら、応援・企画枠でゲスト出演した。
- 今回出場したK-POP勢であるKARA・少女時代・東方神起は翌年落選となり、以後再出場に至っていない。少女時代は2014年にジェシカが脱退したため当時のメンバー構成では唯一の紅白出場となった。K-POP勢の選出は今回を最後に第68回（2017年）以降までなかった。
- 北島三郎は当初今回を最後に出場勇退を考えていたが、東日本大震災の発生から「こんな時こそ皆さんに元気の出る歌をしなきゃイカンと思ってもう一度頑張ろう」との思いから踏み留まったと、第64回を以って勇退を発表した際に述べている[118]。
- 当時AKB48のメンバー・前田敦子は翌年8月にグループを卒業したが、第66回（2015年）における同グループのステージにサプライズ出演した。なお、グループ卒業直後の翌年の第63回では紅組司会起用案や紅白限定のグループ復帰案も報道されていた。

### 曲順を巡って
今回から第65回（2014年）までジャニーズ事務所所属アーティストが白組トップバッターを務めた。
紅組トリに石川さゆり、白組トリおよび大トリに2年連続でSMAP（この年デビュー20周年）が起用された。
チーフプロデューサーである原田秀樹はトリ選考に関し、前者については「紅組を象徴する歌手であり、日本を代表する歌手でもある。全身全霊で歌の主人公を務めて頂くのに相応しい。辛い別れを経験した女性が再出発するという歌の世界観も今年に相応しいのでは」「（同曲の舞台・青森県も震災で被害を受けたため）震災では東北3県と言われるけれど、全体を通して東北に元気をという思いと全く無関係ではありません」、後者については「今年デビュー20周年を迎え、北京で行った初の海外公演も話題になりました。（震災復興の）チャリティーソングを配信したり、映画やドラマ、舞台と幅広い経験をされた2011年を代表するエンターテイナー（であるため）」とそれぞれ説明した。
SMAPの白組トリおよび大トリ起用は『スポーツニッポン』（2011年12月1日・12月21日付）の報道でかねてより有力視されていた。
実際選出者以外でトリ候補と各メディアで報じられた者について、紅組では松任谷由実、天童よしみ、松田聖子、浜崎あゆみ、白組では北島三郎、千昌夫がいる。
今回の石川を最後に紅組トリおよび「正規トリ」への演歌歌手の起用は第67回 - 第69回（2018年）の石川までなかった。

## ゲスト出演者

### ゲスト審査員
- 大竹しのぶ（女優）：この年の大河ドラマ『江〜姫たちの戦国〜』の高台院役。この年紫綬褒章を受章。
- 田中将大（東北楽天ゴールデンイーグルス投手）：パ・リーグ最多勝、沢村賞など数多くの個人タイトルを受賞。
- コシノジュンコ（ファッションデザイナー）：この年下期の連続テレビ小説『カーネーション』のヒロイン・小原糸子のモデルである小篠綾子の次女。
- 三谷幸喜（脚本家）：脚本を手掛けた映画『ステキな金縛り』が大ヒット。
- 鈴木京香（女優）：前年ドラマ10で放送され、この年映画化された『セカンドバージン』の主人公・中村るい役。
- 佐々木則夫（サッカー日本女子代表監督）：2011 FIFA女子ワールドカップでサッカー日本女子代表（なでしこジャパン）を初優勝に導く。
- 鈴木明子（フィギュアスケート選手）：2011年NHK杯女子シングル優勝。
- 松山ケンイチ（俳優）：翌年の大河ドラマ『平清盛』の主人公・平清盛役。
- 松井冬子（日本画家）：横浜美術館で公立美術館に於いて初の大規模な個展を開催。
- 琴奨菊和弘（大相撲・大関）：この年の大相撲秋場所で好成績を挙げ大関に昇進。

ゲスト審査員の発表前、『スポーツニッポン』（2011年11月30日付）が「佐々木、松山、堀北真希（翌年上期の連続テレビ小説『梅ちゃん先生』のヒロイン）、秋山幸二（この年日本一を達成した福岡ソフトバンクホークスの監督）、琴奨菊がゲスト審査員の候補に挙がっている」と報じた。

### 演奏ゲスト
- 東京事変：グループのボーカルでもある椎名林檎の伴奏。
- 平尾昌晃：エンディング「蛍の光」で指揮担当。

### 応援ゲストなど
- 澤穂希、川澄奈穂美、大野忍、海堀あゆみ、近賀ゆかり、田中明日菜、高瀬愛実（サッカー日本女子代表、いずれもINAC神戸レオネッサ所属）：オープニング。
- Snow Man：NYCのサポート。阿部亮平、向井康二、ラウール以外のメンバーが出演。
- SixTONES、Travis Japan、Love-tune、HiHi Jets：同上。メンバー全員が登場したわけではない。
- 岸優太、神宮寺勇太、岩橋玄樹、原嘉孝：当時ジャニーズJr.、同上。
- SKE48、SDN48、NMB48、HKT48、JKT48：AKB48のサポート。メンバー全員が登場したわけではない。
- チーム ジョビィ（清水優哉、綾部守人、藤本哉汰 ほか）：あしたを歌おう。 〜こどもスペシャル〜。芦田愛菜、鈴木福のバックダンサー。この中の一人として後述の井上琳水の実姉である井上華月も含まれていた。
- ディズニーの仲間たち（ミッキーマウス、ミニーマウス、ドナルドダック、デイジーダック、グーフィー、プルート、チップとデール）：同上。
- 井上琳水：『おひさま』のヒロインの娘・丸山日向子役。同上。
- パパイヤ鈴木とおやじダンサーズ：川中美幸のバックダンサー。
- サンドウィッチマン：藤あや子・細川たかしのサポートおよび中間審査。
- 藤蔭美湖：伍代夏子のサポート。
- 尾野真千子：『カーネーション』のヒロイン・小原糸子役。その主題歌を歌う椎名林檎の曲紹介。
- コロッケ：嵐とともに舞台裏をリポート。
- 長谷部誠（VfLヴォルフスブルクミッドフィールダー）：あしたを歌おう。 〜世界からのメッセージ〜のスペシャルプレゼンター。
- ジャッキー・チェン：同上、VTR出演。
- レディー・ガガ：同上、VTR出演。
- 高良健吾、寺脇康文、田中圭、永山絢斗、マイコ：『おひさま』の出演者。井上真央の応援としてその主題歌を歌う平原綾香の曲紹介。

### その他の番組担当者
- ラジオ中継：小松宏司、橋本奈穂子（いずれも東京アナウンス室）
- テレビ放送副音声『紅白ウラトーク』：テリー伊藤（紅白応援隊メンバー）、神田愛花（東京アナウンス室）
- 岩手県陸前高田市・竹駒地区コミュニティーセンター中継：宮島大輔（盛岡放送局）
- 福島県いわき市・スパリゾートハワイアンズ中継：永井伸一（東京アナウンス室）
- 東京都渋谷区・東京体育館（松田聖子・神田沙也加）中継：久保田祐佳（東京アナウンス室）

## 視聴率
平均視聴率は関東地区で第1部が35.2%、第2部が41.6%だった。年間視聴率では1位に立ったものの、第1部・第2部いずれも前回を下回った。その反面、仙台地区が47.0%、福島地区が47.5%（いずれも第2部）で、東日本大震災の被災地では例年より高い視聴率を記録した。歌手別視聴率の1位はSMAPの48.2%、瞬間最高視聴率は結果発表前の49.7%だった。
本紅白10日前の12月21日に放送された日本テレビ系ドラマ『家政婦のミタ』最終回の視聴率が40%（関東地区・ビデオリサーチ社調べ）を記録し本紅白前の時点で年間視聴率暫定1位となっていたため、本紅白との年間視聴率1位争いが話題となっていた。『サンケイスポーツ』では2011年12月31日付・2012年1月1日付とこのことを連続して報じており、後者ではNHK会長・松本正之のこれに関するコメントも掲載した（松本は「『家政婦のミタ』は意識していません」としていた。ちなみに、チーフプロデューサーの原田秀樹も「数字もドラマも意識していない」と同様のコメントをしている）。
主な裏番組の視聴率は日本テレビ系列『ダウンタウンのガキの使いやあらへんで!!大晦日年越しSP!!絶対に笑ってはいけない空港24時』第1部の18.7%が最高だった。また、同番組の第2部は16.6%で、前年同様唯一の視聴率2桁となった。